# المامبو السوداني (أغنية)
المامبو السوداني  أو المامبو دا سوداني، أغنية شهيرة للمغني السوداني سيد خليفة الذي قدمها لأول مرة في أواخر خمسينيات القرن الماضي متأثراً بموسيقى المامبو الأمريكية التي سادت ساحة الرقص والغناء في العالم آنذاك.

## قصة الأغنية
أدى سيد خليفة الأغنية في صيف عام 1958 م، في حفل فني بمناسبة الاحتفال بالذكرى الأولى لثورة 23 يوليو 1952 م المصرية ضمن مجموعة من فنانين عرب شاركوا بأعمالهم في الحفل من بينهم يوسف وهبي وفريد الأطرش ومحمد عبد المطلب وصباح وشادية وليلى مراد. ذكر سيد خليفة في إحدى مقابلاته مع الصحف بأنه عندما جاء دوره على المسرح، انسحب العديد من الفنانين المصريين الذين قدموا نجوم الغناء المصري آنذاك باعتباره فناناً ناشئاً وغير معروف، وعندما لاحظ يوسف وهبي هذا الموقف الحرج سارع إلى الوقوف على خشبة المسرح وقدمه باعتباره صوتاً من الجنوب، من أعالي الوادي الأخضر، وابلغ الجمهور بأن الحُكُم على ما سيقدمه لهم سيد خليفة أمر متروك لهم. وقدم سيد خليفة أغنية «المامبو ده سوداني» وتجاوب الجمهور معها بحماس بالغ حتى تجاوز وقت آدائها الزمن المحدد عندما أخذ الجمهور يردد معه كلمات الأغنية ويتفاعل مع ايقاعاتها الساخنة تمايلاً وترنحاً.

ووفقاً لما تم تناقُله عن سيد خليفة قوله إنه شاهد إبان حمى المامبو التي اجتاحت العالم حينذاك فيلم «آنا Anna» للمخرج السينمائي الإيطالي البرتو لا توادا في عام 1951 م، وبطولة الراقصة والممثلة الإيطالية سيلفانا مانجانو التي أدت في الفيلم أغنية مامبو إيتاليانو، ثم حصل سيد خليفة على الشريط الموسيقي للفيلم واستمع إلى الأغنية بتكرار فأعجِب بها وبإيقاعات موسيقى المامبو الراقصة ورأي أن يقدم هذا اللون من الموسيقى والغناء إلى جمهوره فتوجه إلى الشاعر السوداني عبد المنعم عبد الحي، وأسمعه الموسيقى الصاخبة للفيلم الإيطالي والذي تجاوب معه على الفور وقام بصياغة كلمات «المامبو ده سوداني».

## النص الغنائي
ويتميز النص الذي كتب باللهجة العربية السودانية بالبساطة والعفوية وجاء ليواكب أنغام الموسيقى صعوداً ونزولاً ويتماشى مع تواتر الإيقاع على نقيض ما درج عليه الفنانون السودانيون الذين يبحثون أولاً عن الكلمة ثم يتم وضع اللحن والموسيقى المناسبة لنّصها. تقول كلمات الأغنية:
المَامْبُو دا سُودَانِي
المَامْبُو في كِيَانِي
في عُودِي وكَمَانِي
ما أجمل ألحَانِي
يا حبيبة ما احْلاكِي
المَامْبُو في غُنَاكِي
اللَحْنًو خَلاّكِي
تِتْمَايَلِي في خُطَاكِي
على أنْغَام المامبو
المَدّدْ خُطاكِي الحَالْ
كالوَرْدَة في البُسْتَانْ
أنا قَلْبي بَاتْ حَيْرَانْ
ما كَانْ يارَيتْ ما كَانْ
عَصْرُ الهَوَى قَلْبُو
يَومْ رَقْصَةَ المَامْبُو
يا حَبِيبَةْ يا عُودِكْ
يا وَردَة في خَدُودِكْ
أضْنَيتِي مَرْيُودِكْ
مِينْ بُكرَة مَوْعُودِكْ؟
لو رَقَص مَعَاك مَامْبُو
الَمامْبُو في كِيَانِي
شُوفُوا جَمَالَ الَليلْ
يا ثُرَيّا نَادِي سُهيرْ
كل خِلْ مَعاهُو خَلِيلْ
وأنَا وَحدِي طُولَ الَليلْ
عَصَرَ الهَوَى قَلْبُو
يُومْ رَقْصَةْ المَامْبُو

## الفيلم
وتماما كما كانت أغنية المامبو ايتاليانو هي اللحن المميز في فيلم آنا الإيطالي، استخدم المخرج المصري حسين فوزي في عام 1957 م، أغنية المامبو ده سوداني بآداء سيد خليفة في فيلم «تمر حنة» بطولة رشدي اباظة وأحمد رمزي ونعيمة عاكف وكريمان.

## انتشار الأغنية
قدم سيد خليفة الأغنية في حفلات غنائية في القاهرة وفي عواصم عربية أخرى وفي مختلف الإذاعات مثل إذاعة أم درمان بالسودان وإذاعة ركن السودان وإذاعة صوت العرب بالقاهرة، وفي برامج إذاعية تعني بالغناء مثل برنامج أضواء المدينة الذي كان يقدمه بإذاعة القاهرة جلال معوض مما ساعد على انتشار الأغنية ورواجها خاصة في العالم العربي واصبحت بمثابة الطابع الدامغ لفن الغناء السوداني آنذاك، كما ذاع صيتها في عواصم ومدن بلدان شرق وغرب أفريقيا كالصومال وإثيوبيا واريتريا ونيجيريا.
وفي تسعينيات القرن الماضي قام المطرب النوبي المصري محمد منير بتجديد الأغنية وأدائها وظهرت بصوته في قرص مدمج صدر في برلين بألمانيا من إنتاج شركة بيرهانا جيما Pirhana GEMA وسُجِلت في استديو العربي في شبرا بالقاهرة في سبتمبر / أيلول 1993 م، وقد حافظ منير على النص الأصلي للأغنية ولحنها الموسيقي ولكنه ادخل آلات جديدة مثل الأورغ الكهربائي، وآلتو ساكسفون والأكورديون والباس جيتار بالإضافة إلى آلاتها القديمة كالطار والتينور والدربكة والبوق وآلات أغاني المامبو التقليدية مثل الكونغا والترومبون والبانجو.
وبعد ذلك توالت الفرق الغنائية العربية المعاصرة في آدائها ومن بينها فرقة ميامي الكويتية حتى بدا أن الأغنية أصبحت جزء من التراث الغنائي العربي.